# Vilhelm Wolfhagen
Vilhelm Wolfhagen (né le 11 novembre 1889 à Copenhague - mort le 5 juillet 1958 à Frederikshavn) était un footballeur danois.

## Biographie

### En club
Il jouait attaquant au BK Copenhague dans les années 1910.

### En sélection
Il a disputé 18 matches et marqué 14 buts en équipe du Danemark entre 1908 et 1917. Il a disputé deux fois les Jeux olympiques en 1908 et 1912.

## Palmarès
- Championnat du Danemark : 1913, 1914, 1917 et 1918